# Международен долар
Вижте Долар за други парични единици, наречени долар.
Международният долар е условна разчетна парична единица, прилагана при сравняване на макроикономически показатели на различни страни на света.
Изчислява се чрез деление на единица от валутата на съответната страна на разчетния показател на паритета на покупателната способност (ППС), която доларът на САЩ има вътре в САЩ в уговорено време. Обикновено за еталон се приема 1990 или 2000 година.
Основа за такъв подход служи концепцията за взаимовръзка на паритетите на покупателната способност валути и средните международни цени на потребителските стоки. Разчетът показва съпоставими цени на вътрешния пазар на страната.
Това се използва, за да се правят сравнения както между страните, така и вътре в дадена страна през някакъв период от време. Например да се сравнява брутен вътрешен продукт на човек от населението на различни страни в международни долари е по-подходящо, отколкото просто въз основа на обменни курсове. Този показател е по-добър за сравняване на равнището на живота в разни страни.
Системата е предложена от Рой Гири през 1958 г. и е получила по-нататъшно развитие от Салем Хамис през 1970 – 1972 г.
Понастоящем системата няма широко разпространение. Понякога се използва от международни организации (като Световната банка и Международния валутен фонд) в техните статистически отчети.